# Stryphnodendron polyphyllum
Stryphnodendron polyphyllum är en ärtväxtart som beskrevs av Carl Friedrich Philipp von Martius. Stryphnodendron polyphyllum ingår i släktet Stryphnodendron och familjen ärtväxter.

## Underarter
Arten delas in i följande underarter:
- S. p. polyphyllum
- S. p. villosum